# إدو (لاعب كرة قدم برازيلي)
إدو (بالبرتغالية: Eduardo Godinho Felipe) هو لاعب كرة قدم برازيلي، ولد في 5 يناير 1976 في ساو باولو في البرازيل. لعب مع تامبيري يونايتد ونادي بوافيشتا ونادي كريسيوما.

## وصلات خارجية
- إدو على موقع قاعدة بيانات كرة القدم.إي يو (الإنجليزية)
- إدو على موقع Soccerway.com (الإنجليزية)